# 卡梅·答悟得

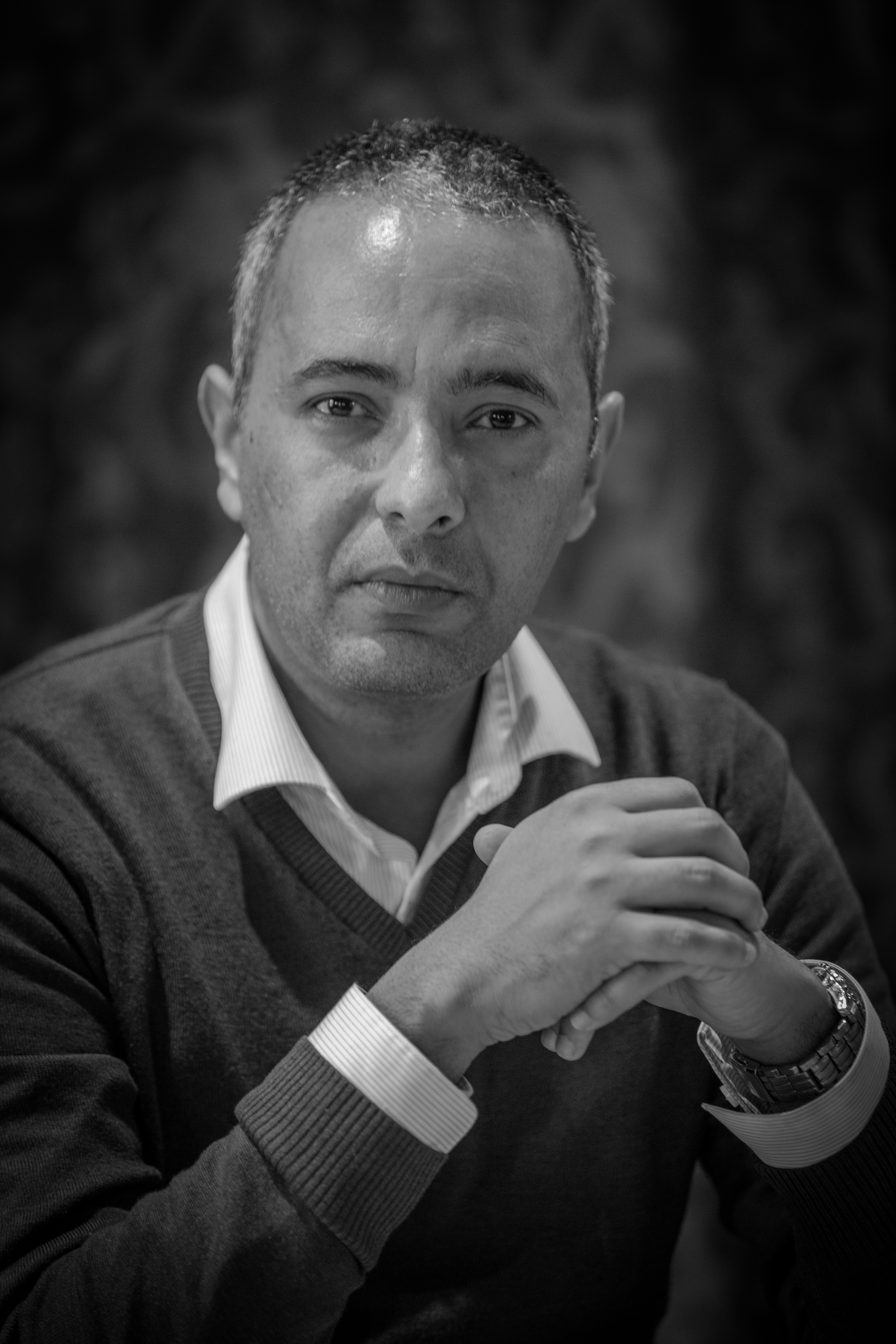
卡梅·答悟得(2015年)
by Claude Truong-Ngoc

卡梅·答悟得（罗马化：Kamel Daoud，1970年6月17日—），是以法語寫作的阿爾及利亞作家、記者、時事評論家。他的小說《異鄉人：翻案調查》（Meursault, contre-enquête）獲得2015年龔固爾首部小說獎等諸多獎項，亦為2016年Jean-Luc Lagardère年度最佳記者獎得主。曾擔任阿爾及利亞法語報紙《瓦赫蘭日报》（Le Quotidien d'Oran）總編輯，撰寫極受歡迎的「RaïnaRaïkoum」（我們的意見，你們的意見）專欄。經常分析評論時事。現今其專欄評論文章同時皆以多種語言發表在法國 Le Point 週刊，美國紐約時報，及阿爾及利亞與德國之重要媒體。

## 早年生活和教育
卡梅·答悟得於1970年6月17日出生在阿爾及利亞穆斯塔加奈姆。是六個孩子中的長子，成長在一個說阿拉伯語的阿爾及利亞穆斯林家庭。答悟得在高中時是數理組，進入瓦赫蘭大學（University of Oran）後卻改主修法國文學，然後休學。
答悟得在女兒出生後，因為妻子越來越投入宗教生活（並開始穿戴頭巾），而於2008年與之離婚。他育有兩個孩子(長子與年齡較小的女兒)；答悟得將小說Meursault, contre-enquête(異鄉人，翻案調查)題獻給他們。

## 寫作特徵

### 法語寫作
答悟得在回答為何作為生長於阿爾及利亞的阿爾及利亞人不使用阿拉伯語，而以法語寫作時說：「阿拉伯語受到宰制的意識型態與宗教神性禁錮。人們將這個語言給偶像化、政治化、意識型態化。」即便他深知過去的阿拉伯語跟如今不盡相同，但他選擇以法語寫作，因為那是自由的語言，同時也是加冕他的語言。

### 文學作家與時事專欄作家的雙重身分
文學創作的成功讓答悟得可以更自由地優游在文學作家與時事專欄作家兩種身分之間。當被問到是否覺得小說書寫比起從事記者工作具有更大的自由時，他答道：「不是的。不是有更大的自由。它們其實是用來處理相同東西的兩種不同工具。只是處理新聞時事已經讓我覺得不足，何況其中充斥著各種意見的激進主義，而非促使人們產生更大的意識、關心。這是我的結論。此外，我並不是從一個能寫的記者而變成作家；我一直都是想要成為作家，但先從擔任記者工作以為生計，接著也為捍衛自己的意見而繼續記者工作。所以如今是回到我的原始出發點，並不是背棄初衷。」

## 作品
卡梅·答悟得的首部小說Meursault, contre-enquête (異鄉人，翻案調查)(2013年)，榮獲龔古爾首部小說獎（Prix Goncourt du Premier Roman），Prix François Mauriac 以及Prix des cinq continents de la francophonie 。 同時也入圍勒诺多文学奖。
2015年四月，《紐約客》雜誌刊登Meursault, contre-enquête (異鄉人，翻案調查)節選 。2015年11月20日， 紐約時報以英法雙語（由John Cullen英譯）刊登答悟得一篇標題為"Saudi Arabia, an ISIS That Has Made It （页面存档备份，存于）"的專欄文章。2016年2月14日，紐約時報再次刊登答悟得一篇具爭議性的專欄文章，題為"The Sexual Misery of the Arab World （页面存档备份，存于）"的英語(John Cullen英譯)，法語和阿拉伯語三種版本。
2018年，他在《瓦赫蘭日报》（Le Quotidien d'Oran）的專欄文章結集(2010-2016)被翻譯成英文出版。

## 對2016年德國跨年夜性侵事件的評論
2016年1月31日，答悟得在法國世界報發表一篇關於德國跨年夜性侵事件的分析，認為是在伊斯蘭主義裡面可以找到事件的真正原因，即在阿拉伯世界裡一種「對於女性，身體及情慾的惡劣對待。」
這篇文章遭到十九位人類學家，社會學家，記者與歷史學家在世界報上聯名為文抨擊，他們認為答悟得重彈了「東方主義式最扭曲、成見的陳腔濫調」，而「其藉口拒絕任何精神主義的主張，卻甘為滋養日漸增多的若干歐洲民眾去仇惡伊斯蘭之幻想」。他們指控答悟得是要「讓這群生病的大眾『強制學會』種種價值，尤其要先學會尊重女性」。但「這個計畫之可恥，不只因為這種以文明誨人不倦的使命態度，是叫人難以忍受的老套；還在於其主張西方價值之優越性。」
答悟得深感訝異而直白地回應：「這些大學教授因這篇文章聯名攻擊我，但他們並不生活在我的位置與土地上面；身居西方首都或陽台上之舒適與安全，當中有些人要祭我去審判仇惡伊斯蘭，我認為這是不道德的。」
諸多學者，記者與作家公開聲援答悟得。包括重量級法語寫作的阿爾及利亞作家Boualem Sansal，Mohamed Mbougar Sarr, Philippe Lançon, Aude Lancelin, Hugues Lagrange, Michel Onfray, Fawzia Zouari, Raphaël Enthoven, Jean-Yves Camus, Alexandra Schwartzbrod, Pascal Bruckner, Brice Couturier, Natascha Polony, Chantal Delsol, Jean Daniel, 以及期刊社論如：Marianne, Charlie Hebdo。
時隔兩年之後，在法國公共電視第五台（France 5）2017年二月16日的讀書節目La Grande Librairie （页面存档备份，存于）中，答悟得應主持人提問回顧這個事件說：「當時這個爭議事件，不，應該說是一種歇斯底里。我認為它是種歇斯底里，因為涉及的主要是一種集體性的精神狀態，遠多於針對我個人的部分。從這個角度去分析，我的這篇爭議性的評論，先是在義大利發表，然後在瑞士，在德國，都沒有像在法國發表時引起這樣的爭議。」答悟得強調那篇分析分成兩個部分，第一部分抨擊西方世界對於世界性的人道災難那種自私自利而迴避問題的態度，以可笑的人道分攤指標去迴避屬於人類同舟共濟的職責。「這是一個世界性的悲劇，而當門被關上，人們只好拉開窗戶進來。要如何面對這種矛盾，這是需要抉擇的。」而讓他訝異的是這部份的評論其批評者完全略過不提。
答悟得以一個文明，一個種族對待女性的方式來判斷其健康狀態，也對「阿拉伯世界的性」發表其評論與思考。回顧其在法國世界報發表關於德國跨年夜性侵事件的分析評論關於阿拉伯世界裡對於女性，身體及情慾的惡劣對待，他說：「我控訴，那正是個機會讓我去公開控訴，在我的文化中，那個很根本的環節，就是對待女性的方式。很抱歉，對我來說，這是最根本重要的關係。我寫了，我是從一個文明，一個種族對待女性的方式來判斷其健康狀態。任何一個壓迫女性、要把女性藏起來、無視女性，或是把女性埋起來的地方，意思就是把自我給埋起來。這對我至關重要，而我也會繼續一再強調。我們絕不能迴避去思考我們與女性、女性意識，換言之就是與情慾、生命及理想的關係；還有我們與性，也就是我們與世界的關係。」答悟得強調那篇分析評論不只在法國引起爭議，在他的國家阿爾及利亞與阿拉伯世界也引起很多爭議。而正因為在那裡普遍的存在一種：「沈默的共犯！就是即使你承認事實如此，也不要去說不要去寫。而我拒絕參與這種共犯結構。我希望我們可以勇於面對這種病態的關係，擺上檯面，去反省思考以便能夠前進。我認為我們迫切需要去治癒我們這種對女性的關係，因為我們需要去治癒我們與世界的關係。」

## 出版書目與得獎記錄

### 法語
- Minotaure 504 (nouvelles), Sabine Wespieser éditeur, Paris, 2011  (ISBN 978-2848050980). Publié initialement en Algérie en 2008 sous le titre La Préface du Nègre
- Meursault, contre-enquête (roman), Barzakh, 2013  (ISBN 978-9931325567) et Actes Sud 2014  (ISBN 978-2330033729)  Inspiré du roman L'Étranger d'Albert Camus.

Prix François-Mauriac de la région Aquitaine 2014
Prix des cinq continents de la Francophonie 2014
Prix Goncourt du premier roman 2015
- Mes indépendances – Chroniques 2010-2016, Éditions Barzakh et Actes Sud, 2017  (ISBN 978-2-330-07282-7)

Prix Livre et Droits de l'Homme 2017
- Zabor ou Les psaumes (roman), Éditions Barzakh et Actes Sud, 2017  (ISBN 978-2-330-08173-7)

Prix Méditerranée 2018
- Le peintre dévorant la femme （essai）, Stock, 2018  (ISBN 9782234083738)

Prix de la Revue des deux Mondes 2019

### 台灣中文版
- 《異鄉人－翻案調查》Meursault, contre-enquête，小說，吳坤墉翻譯，無境文化出版，2019
  - 入圍2019Openbook 好書獎
- 《吞吃女人的畫家》Le peintre dévorant la femme ，散文集，陳文瑤翻譯，無境文化出版，2019

## 個人榮譽
- 2016 Jean-Luc Lagardère年度最佳記者獎[21]
- 2019 法蘭西研究院Institut de France Cino Del Duca 文學成就獎[22]